# Daltononderwijs
Daltononderwijs is een onderwijssoort waarbij de nadruk ligt op keuzevrijheid voor de leerling, samenwerking met andere leerlingen en de ontwikkeling van zelfstandigheid. De scholen vallen in Nederland zowel onder het algemeen bijzonder onderwijs als het openbaar onderwijs. 

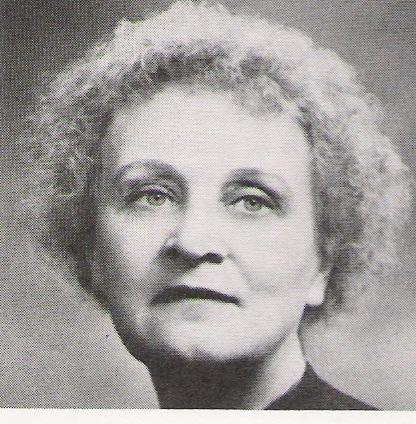
Helen Parkhurst (1930).

## Geschiedenis
Het daltononderwijs is vanaf 1904 ontwikkeld door de Amerikaanse lerares Helen Parkhurst (1886-1973). Het ontstond in drie fasen.
In de eerste fase (1904-1905) was Parkhurst juf op een eenmansschool in Waterville, een gehucht op het platteland van Wisconsin. Ze was nog maar achttien jaar en kwam net van de middelbare school. Ze had geen enkele ervaring, moest nog naar de lerarenopleiding en stond in haar eentje voor een klas van veertig kinderen van alle leeftijden en niveaus. De leerlingen mochten daarom zelf aan het werk en ook samenwerken en ze mochten zelf hun werk plannen en in eigen tempo werken. Dat was totaal iets anders dan het frontaal klassikale onderwijs dat gebruikelijk was destijds (ook wel lockstep teaching genoemd).
In de tweede fase (1910-1912) had Parkhurst de lerarenopleiding achter de rug en enkele jaren ervaring als lerares. Ze mocht op een zesklassige school in Tacoma het onderwijs van de negen- tot veertienjarigen vernieuwen. Elk vak kreeg een eigen leraar en een eigen laboratory, een vaklokaal. In de laboratory gingen de leerlingen met hun werk bezig, hun taken (assignments). De leraren maakten de taken. Ze vertaalden de voorgeschreven lesstof van hun vak in leertaken die overzichtelijk te plannen waren. Het gebruik van taken veranderde het onderwijs ingrijpend: leren werd eigen werk van de leerling; hij kon zelfstandig aan het werk; hij kon in eigen tempo werken; hij kon het werk zelf plannen. De laboratories werden als werkruimtes ingericht met materialen, instrumenten, boeken en naslagwerken onder handbereik van de leerlingen en met instructieve afbeeldingen en figuren aan de wanden en voor de ramen. Er kwamen grote tafels te staan in plaats van schoolbankjes, voor samenwerken en groepsgewijze instructie.
In de derde fase (vanaf 1919) experimenteerde Parkhurst in New York, Dalton en in Pitsburg. Wat er nieuw bij kwam, is het werken met graphs: tabellen waarop de leerlingen zelf hun voortgang bijhielden. Parkhurst schreef in deze periode ook haar artikelen in The Times en in 1922 het boek Education on the Dalton Plan.
In 1919 opende Parkhurst met financiële steun van de welgestelde familie Crane in New York The Children's University School, die in 1920 de naam The Dalton School kreeg.
Tot in 1942 was Parkhurst directeur van de New York Dalton School en bleef zij experimenteren met het onderwijs op haar school. 
In Nederland is het daltononderwijs voor het eerst toegepast in 1924.

## Uitgangspunten van Helen Parkhurst
Helen Parkhurst noemt in haar boek Education on the Dalton Plan de twee kenmerken van daltononderwijs: 'vrijheid' en 'samenwerking'.
- 'Vrijheid' gaat volgens Parkhurst over het zelf kiezen van het tijdstip waarop en het tempo waarin aan een bepaald onderwerp gewerkt wordt.
- 'Samenwerking' verwijst naar het sociale karakter van leren en van kennis. Door kinderen van en met elkaar te laten leren, kunnen zij elkaar helpen, stimuleren en beïnvloeden.

Parkhurst geeft in haar boek aan dat haar aanpak geschikt is voor leerlingen ouder dan negen jaar.

## Uitgangspunten
Uitgangspunten van het hedendaags daltononderwijs. Oorspronkelijk drie, in 2012 uitgebreid tot vijf:
1. Vrijheid en verantwoordelijkheid Een betere vertaling is wellicht keuzevrijheid. Leerlingen mogen vrij kiezen uit een beperkte lijst mogelijkheden, schoolvakken.[4]
2. Samenwerken
3. Effectiviteit
4. Zelfstandigheid Willen leerlingen in hun eigen tempo leren, dan is het nodig dat ze een zekere mate van zelfstandigheid hebben. Ze moeten zelfstandig de taak kunnen plannen en uitvoeren, zonder al te veel sturing.
5. Reflectie

Bij vrijheid hoort het dragen van eigen verantwoordelijkheid. Docenten geven het vertrouwen daarin aan de kinderen. Dit wordt de kinderen vanaf groep één en twee geleerd en wordt steeds uitgebreider. Het kind kan zelf zijn taken indelen en maakt zelf een planning.
Samenwerken is gegrond op het idee dat iedereen in deze maatschappij met veel verschillende mensen moet kunnen werken en leven. In deze vorm van onderwijs zorgt men ervoor dat iedereen een keer met elkaar heeft samengewerkt. De kinderen leren zo om oog te hebben voor elkaar en de onderlinge verschillen te respecteren. Zo is er bijvoorbeeld een oefening waarbij het ene kind aan de ander vertelt wat hij denkt en daarna moet die ander vertellen wat de een dacht. De vaardigheid om te luisteren ontwikkelen ze daardoor heel goed. Want ze moeten zich steeds inleven in een ander.
Zelfstandigheid houdt in dat ze zelf hun taak kiezen. Daarbij wordt de keuzevrijheid steeds groter en gecompliceerder. Dit alles is steeds aangepast aan het niveau van het kind; samen met de leerkracht bekijkt hij of zij of het leerproces voldoende is. Zo nodig wordt het plan bijgesteld om het in goede banen te leiden.

## Daltononderwijs in Nederland
De eerste daltonschool in Nederland was in 1925 de gemeentelijke Dalton HBS in Den Haag, nu: Dalton Den Haag.
In Nederland zijn in totaal ongeveer 417 daltonscholen. Dit zijn basisscholen, scholen voor voortgezet onderwijs en kinderdagverblijven. Alle daltonscholen in Nederland hebben een licentie van de Nederlandse Dalton Vereniging (NDV). De NDV bezoekt alle scholen met een licentie regelmatig. Zij evalueert hun onderwijs en waarborgt op die manier een bepaald kwaliteitsniveau.

## Vereniging
Scholen die 'Dalton' in hun naam willen voeren, worden regelmatig door de Nederlandse Dalton Vereniging gevisiteerd. De Nederlandse Dalton Vereniging is een vereniging van scholen.

## Onderzoek in Nederland
In Nederland wordt onderzoek gedaan naar het daltononderwijs. Dat gebeurt voor een belangrijk deel bij het lectoraat Daltononderwijs dat sinds 2006 aan Saxion in Deventer verbonden is. Sinds 2014 betreft dit het lectoraat Vernieuwingsonderwijs. in samenwerking met de Nederlandse Dalton Vereniging. In 2010 werd de eerste periode van het daltonlectoraat afgesloten met de publicatie van het boek Dalton Plan: oorsprong en theorie van het daltononderwijs. De eerste lector, Piet van der Ploeg, bleef onderzoek doen naar de kenmerken en de geschiedenis van het daltononderwijs in Nederland en elders.
In 2011 schreef René Berends, verbonden aan het lectoraat, een biografie over Helen Parkhurst.
In 2012 verscheen Samenwerken in het daltonderwijs: geschiedenis, praktijk en onderzoek.
In 2013 verscheen Reflectie in het daltonderwijs: geschiedenis, praktijk en onderzoek. 
In 2013 verscheen ook Geschiedenis van het daltononderwijs in Nederland. 
In 2014 verscheen het opleidingsboek Focus op Dalton.

## Daltononderwijs in België
Vlaanderen telt in totaal acht scholen die het daltononderwijs aanbieden, veelal gaat het hier om kleuter- en lagere scholen. In het Leerlabo in Westerlo kan je daltononderwijs van kleuter- tot secundair onderwijs terugvinden. Het GO! Lyceum Gent biedt Daltononderwijs aan in alle graden van het secundair onderwijs.
Zie ook Hasselt Lager onderwijs: Dalton 1 en Dalton 2, daarbij horend secundair onderwijs: Van Veldeke methodeschool (alle graden, voor Dalton, Freinet en andere leerlingen).